# Hémithioacétal

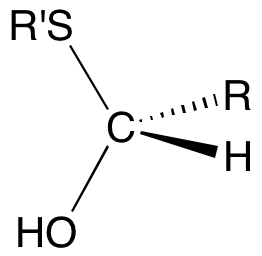
Structure générique d'un hémithioacétal.

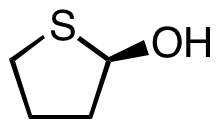
2-hydroxytétrahydro-thiophène.

En chimie, un hémithioacétal est un groupe fonctionnel de formule générale R1–CHOH–SR2, où R1 et R2 représentent des groupes organiques. Ils se forment par réaction spontanée entre un aldéhyde R1–CHO et un thiol R2–SH, avec lesquels ils restent en équilibre :
R1–CHO + R2–SH  {\displaystyle \rightleftharpoons }  R1–CHOH–SR2.
L'atome de carbone portant initialement la fonction carbonyle de l'aldéhyde devient substitué avec quatre groupes différents, ce qui en fait un centre chiral présentant des fonctions hydroxyle et thioéther vicinales. Les hémithioacétals sont généralement des intermédiaires lors d'une réaction catalysée le plus souvent par des acides ou des bases.
Bien que les hémithioacétals se dissocient généralement spontanément en aldéhydes et thiols, certains d'entre eux peuvent être isolés. Ces derniers sont tous cycliques, ce qui s'oppose à leur dissociation, tel que le 2-hydroxytétrahydrothiophène. La stabilité des hémithioacétals augmente en présence d'un acide. Une autre classe d'hémithioacétals isolables sont dérivés de groupes carbonyle qui forment des hydrates stables. C'est le cas du trihydrate d'hexafluoroacétone, qui réagit avec les thiols pour donner des hémithioacétals qui peuvent être isolés.
En biochimie, on rencontre les hémithioacétals comme intermédiaires réactionnels lors de catalyses enzymatiques. C'est par exemple le cas de la lactoylglutathion lyase (glyoxalase I), du système glyoxalase présent dans le cytosol, qui convertit un α-oxoaldéhyde R–CO–CHO et le glutathion (noté GSH) en dérivés S-2-hydroxyacylglutathion [R–CHOH–CO-SG], avec un mécanisme réactionnel impliquant un adduit sous forme d'hémithioacétal [R–CO–CHOH–SG].